# San Acacio (Colorado)
San Acacio es un lugar designado por el censo ubicado en el condado de Costilla en el estado estadounidense de Colorado. En el Censo de 2010 tenía una población de 40 habitantes y una densidad poblacional de 12,29 personas por km².

## Geografía
San Acacio se encuentra ubicado en las coordenadas 37°12′31″N 105°34′00″O / 37.20861, -105.56667. Según la Oficina del Censo de los Estados Unidos, San Acacio tiene una superficie total de 3.26 km², de la cual 3.26 km² corresponden a tierra firme y 0 km² (0 %) es agua.

## Demografía
Según el censo de 2010, había 40 personas residiendo en San Acacio. La densidad de población era de 12,29 hab./km². De los 40 habitantes, San Acacio estaba compuesto por el 57.5 % blancos, el 2.5 % eran afroamericanos, el 0 % eran amerindios, el 0 % eran asiáticos, el 0 % eran isleños del Pacífico, el 32.5 % eran de otras razas y el 7.5 % pertenecían a dos o más razas. Del total de la población el 62.5 % eran hispanos o latinos de cualquier raza.